# Copa Bionaire 2011
Il Copa Bionaire 2011 è stato un torneo di tennis facente parte della categoria ITF Women's Circuit nell'ambito dell'ITF Women's Circuit 2011. Il torneo si è giocato sulla terra rossa a Cali in Colombia dal 7 al 13 febbraio 2011 e aveva un montepremi di $100,000.

## Vincitori

### Singolare
Irina Begu ha battuto in finale  Laura Pous Tió con il punteggio di 6–3, 7–6(1).

### Doppio
Irina Begu /  Elena Bogdan hanno battuto in finale  Ekaterina Ivanova /  Kathrin Wörle con il punteggio di 2–6, 7–6(6), [11–9].